# Agmé
Agmé – miejscowość i gmina we Francji, w regionie Nowa Akwitania, w departamencie Lot i Garonna.
Według danych na rok 1990 gminę zamieszkiwało 110 osób, a gęstość zaludnienia wynosiła 22 osób/km² (wśród 2290 gmin Akwitanii Agmé plasuje się na 1066. miejscu pod względem liczby ludności, natomiast pod względem powierzchni na miejscu 1428.).